# Seven Valleys, Pennsylvania
Seven Valleys là một thị trấn thuộc quận York, tiểu bang Pennsylvania, Hoa Kỳ. Năm 2010, dân số của thị trấn này là 517 người.